# Ichneumon ostentator
Ichneumon ostentator är en stekelart som beskrevs av Heinrich 1978. Ichneumon ostentator ingår i släktet Ichneumon och familjen brokparasitsteklar. Inga underarter finns listade i Catalogue of Life.